# Fréro Delavega
Fréro Delavega foi um duo francês composto pelos músicos e compositores Jérémy Frérot e  Florian "Flo" Delavega conhecidos por participarem da terceira temporada da versão francesa do show de talentos The Voice (The Voice: la plus belle voix). 
Apesar de terem sido eliminados nas quartas-de-finais fazendo parte do time Mika, a dupla conquistou grande sucesso na França, lançando dois álbuns que receberam certificações de "disco de diamante" e "disco de platina triplo"  no país. Seu primeiro álbum homônimo — Fréro Delavega — estreiou em primeiro lugar na SNEP (parada oficial de álbuns na França).
Em 2015 e 2016, foram agraciados com NRJ Music Awards como o "melhor duo/grupo francês do ano" e "melhor duo/grupo francófono do ano", respectivamente.    
Em 2017, a dupla se desfez e seus integrantes continuaram em carreira solo.